# Leptopoecile
A Leptopoecile a madarak osztályának verébalakúak (Passeriformes) rendjébe és az őszapófélék (Aegithalidae) családjába tartozó nem.
Korábban egy szemétkosár-taxonba, az óvilági poszátafélék (Sylviidae) családjába sorolták, de az új kutatások az őszapófélék (Aegithalidae) családjába sorolták át a nemet.

## Rendszerezés
A nembe az alábbi 2 faj tartozik:
- bóbitás királyka (Leptopoecile elegans)
- bíborkirályka (Leptopoecile sophiae)